# William Guy Carr
Pour les articles homonymes, voir Carr.
Cet article possède un paronyme, voir William Carr.
William James Guy Carr (Commander Carr) (né le 2 juin 1895 en Angleterre et mort le 2 octobre 1959 en Ontario) est un sous-marinier anglais lors de la Première Guerre mondiale, puis commandant de la Marine royale canadienne (RCN) et membre des services de renseignements canadiens. Lors de la Seconde Guerre mondiale, il s'occupe de l'aspect financier de la mobilisation de 22 divisions dans l'armée canadienne. 

## Biographie
Carr commence sa carrière d'écrivain par la publication d'ouvrages sur la guerre sous-marine à laquelle il avait pris part aux côtés des forces anglaises lors de la Première Guerre mondiale. À partir des années 1930, il devient conférencier et commence à aborder les thèmes de ce qu'il nomme la « conspiration internationale ». Durant les années 1950, il publie plusieurs ouvrages d'insipration chrétienne (anticommuniste, anti-nazi et antimaçonnique) dont le plus célèbre s'intitule Pawns in the Game, Des pions sur l'échiquier, 1955. Dans cet ouvrage, il rapporte la prédiction faite par Albert Pike d'une Troisième Guerre mondiale entre l'Europe et un monde musulman manipulé par les États-Unis.
Il dirigeait également une ligue anticommuniste, la National Federation of Christian Laymen, à Toronto.
Ses ouvrages témoignent d'une obsession pour les activités des sociétés secrètes ou prétendues telles (notamment les Illuminés de Bavière et les francs-maçons). Carr s'inspire notamment des ouvrages des Anglais John Robison et Nesta Webster de même que des propos de Léo Taxil concernant les rapports qu'entretiennent franc-maçonnerie et satanisme, en particulier à propos d'Albert Pike, maçon américain luciférien.
Ses écrits ont été notamment commentés et critiqués par le philosophe et historien des idées Pierre-André Taguieff.
Son dernier ouvrage Satan, Prince of this world, resté inachevé, a été publié par les soins de son fils aîné William J. Carr, Jr. dont la préface est datée du 2 juin 1966 (Lima, Pérou).

## Thèses

### La lettre de Pike à Mazzini, de Léo Taxil, selon William Carr
En 1958, le Canadien William Guy Carr publia un livre nommé Pawns in the Game dans lequel il affirme qu'au British Museum de Londres est cataloguée une lettre de Pike à Giuseppe Mazzini, en date du 15 août 1871 et dans laquelle Pike aurait expliqué le but des trois guerres mondiales dans des termes étonnants pour un écrit de 1871. Cet ouvrage reste aujourd'hui encore sujet de controverse puisqu'il est défendu par certains sites conspirationnistes alors qu'il est critiqué par certains sites maçonniques tandis que la British Library dément avoir jamais détenu une telle lettre. Carr attribue à la lettre de Pike à Mazzini le passage suivant :
« The Second World War must be fomented by taking advantage of the differences between the Fascists and the political Zionists. This war must be brought about so that Nazism is destroyed and that the political Zionism be strong enough to institute a sovereign state of Israel in Palestine. During the Second World War, International Communism must become strong enough in order to balance Christendom, which would be then restrained and held in check until the time when we would need it for the final social cataclysm. »

« La deuxième guerre mondiale devra être fomentée en tirant parti des différences entre les fascistes et le sionisme politique. Cette guerre devra être conduite de telle sorte que le nazisme soit détruit et que le sionisme politique devienne suffisamment puissant pour créer un État souverain d'Israël en Palestine. Durant la seconde guerre mondiale, le communisme international devra devenir assez puissant pour contrebalancer le christianisme, qui sera alors maîtrisé et tenu en échec aussi longtemps que nous en aurons besoin avant le cataclysme social final. »

Or une telle citation ne se trouve nulle part dans la lettre de Pike publiée dans Le Diable au XIXe siècle. De plus, l'emploi des termes « Fascists » et « Nazism », qui n'existaient pas en 1871, démontre selon les historiens qu'il s'agit d'un faux. Cependant les tenants de la théorie du complot maintiennent que Pike devait les connaître, puisque ces mouvements, selon eux, auraient été inventés par les illuminati.
Terry Melanson a le mérite d'avoir montré que la source exacte de la lettre se trouve dans Le Diable au XIXe siècle (Tome 2 chap. 35 p. 594-606), du Docteur Bataille, pseudonyme du fameux mystificateur Léo Taxil, et que cette lettre ne présente pas la moindre référence à « trois guerres mondiales », ni même le mot « illuminati », « communiste », « sioniste », « fasciste », « nazisme » ou « islam ». Dans Des pions sur l'échiquier, William G. Carr affirmait que la lettre se trouve cataloguée au British Museum, or ce qui est catalogué c'est la publication de Le Diable au XIXe siècle, du Dr Bataille, qui contient la lettre. En page 22 de Satan : Prince de ce monde, Carr renvoie au Cardinal chilien José María Caro Rodríguez : The Mysteries of Freemasonry Unveiled p. 115-6. En page 115-116, le Cardinal lui-même renvoie à The Cause of World Unrest, p. 77 (voir plutôt les pages 50 à 52). The Cause of World Unrest est une compilation d'articles parus dans le London Morning Post en juillet 1920. (Selon certains, ils ont peut-être été écrits par Ian Colvin, l'éditeur H. A. Gwynne et Nesta Webster). Tant le Cardinal Rodriguez que l'auteur de The Cause of World Unrest identifient Le Diable au XIXe siècle comme étant la source de la lettre.
Le seul extrait de la lettre de Pike (telle qu'on la trouve dans Le Diable au XIXe siècle) à être cité par Carr, le Cardinal Rodriguez et l'auteur de The Cause of World Unrest est celui-ci :

« […] nous déchaînerons les révolutionnaires nihilistes et athées, et nous provoquerons un formidable cataclysme social, qui montrera bien aux nations, et dans toute son horreur, l'effet de l'incroyance absolue, mère de la sauvagerie et du plus sanglant désordre. Alors, partout, les citoyens, obligés de se défendre contre la minorité folle des révoltés, extermineront ces destructeurs de la civilisation ; et les innombrables désabusés de l'adonaïsme, dont l’âme déiste sera jusqu’à ce moment restée sans boussole, ayant soif d'idéal, mais ne sachant à quel dieu décerner leurs hommages, recevront la Vraie Lumière, par la manifestation universelle de la pure doctrine luciférienne, rendue enfin publique, manifestation qui surgira du mouvement général de réaction, à la suite de l’écrasement de l’athéisme et de l'adonaïsme [Judaïsme], tous deux vers le même temps vaincus et exterminés. »

## Publications
- (en) By Guess and By God : the story of the British submarines in the war, avec une préface de l'Amiral S.S. Hall, Garden City, N.Y., Doubleday, Doran & Company Inc, 1930 ; London, Hutchinson & Co., 1930.
- (en) Hell's Angels of the Deep, London, Hutchinson & Co., 1932 ; Toronto, S.B. Gundy and Oxford University Press, 1933.
- (en) High and dry : the post-war experiences of the author of “By guess and by God”, London, Hutchinson, 1938.
- (en) Brass Hats and Bell-Bottomed Trousers : unforgettable and splendid feats of the Harwich patrol (“By guess and by God II”), London, Hutchinson & Co., 1939.
- (en) Good Hunting (“By guess and by God III”), London, Hutchinson & Co., 1940.
- (en) Out of the Mists: great deeds of the navy in the last war and her role today, London and New York, Hutchinson & Co., 1942.
- (en) Checkmate in the North : the Axis planned to invade America, Toronto, The Macmillan Co. of Canada, Ltd., Army Museum Collection, 1944 ; 1945.
- (en) The Red Fog Over America, Willowdale (Ontario), National Federation of Christian Laymen (NFCL) Publications Committee, 1955 and 1957 ; Hollywood, Angriff Press, 1956 and 1957 ; Glendale, Ca., St. George Press, 1962 and 1968.
- (en) Pawns in the Game, Willowdale, Ont., Gadsby-Leek Co., [1955] ; Willowdale (Ontario), National Federation of Christian Laymen (NFCL) Publications Committee, 1956, en annexe à cette édition : 4 p. of information on the National Federation of Christian Laymen ; Hollywood Angriff Press, 1958 [Los Angeles, St. George Press, 1958 ; Los Angeles, Christian Laymen, 1958] ; Palmdale, CA, Omni Publications/Christian Book Clum, 1960 ; Glendale, California, St. George Press, 1962 an 1967 ; Clackamas, OR, Emissary Publications, no date, reprint of the 1958 ed. ; Boring, OR, CPA, Book Publisher, [2005]. Trad. françaises : Des pions sur l'échiquier, Éditions Delacroix, 1999 [une partie seulement] ; trad. intégrale : Cadillac, Éditions Saint-Rémi, 2002. Trad. arabe par Abdus-Samad Sharafuddin, Jeddah, OKAZ, 1976.
- (en) The international conspiracy. The National Federation of Christian Laymen and what we stand for : includes the “aims and objects” of the National Federation of Christian Laymen and a membership application form. With printed broadside letter from the World Federalists of Canada laid in, Toronto, National Federation of Christian Laymen (NFCL), [1956].
- (en) Present personal income and corporation taxes unconstitutional, Willowdale (Ontario), National Federation of Christian Laymen, [1956].
- (en) The Conspiracy to destroy all existing Governments and Religions, Metairie, La., Sons of Liberty, [1960 ? ; écrit en 1958] ; trad. française : La Conspiration mondiale dont le but est de détruire tous les gouvernements et religions en place, Châteauneuf, Éditions Delacroix, [1998].
- (en) Satan, prince of this World, Palmdale, CA, Omni Publications, 1966 ; 1997 [post. 1st ed. ; written in 1959] ; trad. française : Satan, prince de ce monde, Cadillac, Éditions Saint-Rémi, 2005.
- (fr) La Conspiration ; visant à détruire tous les gouvernements et religions existants, Hades éditions 2014. (trad. : Hades éditions).